# Амет, Азам
Азам Амет (крымскотат. Azam Amet; 1909, Калымтай — 1941, СССР) — советский крымскотатарский поэт. Участник Великой Отечественной войны, погиб на фронте.

## Биография
Родился в 1909 году в селе Калымтай Симферопольского уезда в бедной семье.
Учился в Бахчисарайской семилетней школе, где педагогами были Билял Терлекчи и Ягья Байбуртлы. В 1928 году поступил на рабочий факультет. Во время учёбы начал писать свои первые стихи, которые впервые были опубликованы в газете «Яш къувет» («Молодая сила»). К этому периоду относятся такие его произведения как «Бизим Куньлер» («Наши дни»), «Кой» («Деревня»), «Рабфаклылар сеси» («Голос рабфаковцев»), «Алевли койлер» («Огненные сёла»). В 1932 году вместе с Алимом Амди опубликовал сборник стихов «Рапорт».
С 1931 по 1935 год учился на издательском факультете Московского университета.
Участник Великой Отечественной войны, погиб на фронте в 1941 году.
После смерти его поэзия печаталась в сборнике «Он экилернинъ хатиреси» («Память о двенадцати», Ташкент, 1970).